# Strumigenys sublonga
Strumigenys sublonga är en myrart som beskrevs av Brown 1958. Strumigenys sublonga ingår i släktet Strumigenys och familjen myror. Inga underarter finns listade i Catalogue of Life.